# Infamous First Light
Infamous First Light é um jogo eletrônico de ação e aventura em forma de conteúdo para download (DLC) desenvolvido pela Sucker Punch Productions e publicado pela Sony Computer Entertainment para PlayStation 4. O jogo foi anunciado na Electronic Entertainment Expo 2014 e foi lançado em Agosto de 2014.
Jogado em uma perspectiva de terceira pessoa, os jogadores tomam o controle de Abigail 'Fetch' Walker, uma jovem classificada pelo Departamento de Proteção Unificada como um 'condutora' que possui poderes sobre-humanos. 
Em custódia da D.U.P., Fetch é ordenada a contar a história dos eventos que levaram à sua captura. Os jogadores usam seus poderes de Neon para derrotar inimigos e percorrer o ambiente enquanto completam os níveis do jogo. O jogo ocorre principalmente nas ruas de uma versão fictícia de Seattle de dentro e ao redor da prisão, Curdun Cay.
Infamous First Light recebeu críticas favoráveis de críticos. A maioria dos comentadores elogiou a protagonista Fetch, com alguns pensando que ela era um personagem melhor em comparação com o protagonista de seu antecessor, Delsin. Os críticos também elogiaram os elementos visuais do jogo, controles, jogabilidade rápida e arenas de desafio. Comentários negativos foram feitos sobre a história simplista do jogo e um combate fácil em comparação ao primeiro jogo.